# Wrzesień 2020

## 30 września
- Nawwaf al-Ahmad al-Dżabir as-Sabah został zaprzysiężony na emira Kuwejtu[1].

## 29 września
- Pandemia COVID-19: Według stanu na 29 września liczba potwierdzonych zachorowań na całym świecie to ponad 33 miliony osób, zaś liczba zgonów przekroczyła milion[2].

## 27 września
- Zakończyły się rozgrywane we Włoszech (m.in. w miejscowości Imola) mistrzostwa świata w kolarstwie szosowym[3][4].
- Ordynowano na diakonisę oraz powołano na urząd pastora pomocniczego pierwszą kobietę w Kościele Zielonoświątkowym w RP – Joannę Kmiecik[5].

## 23 września
- Piąta doroczna konferencja CYPR-2020 rozpoczęła się w Niżnym Nowogrodzie, gdzie zaprezentowano makietę pierwszej rosyjskiej stacji 5G.[6]

## 20 września
- Słoweniec Tadej Pogačar (UAE Team Emirates) zwyciężył w kolarskim wyścigu wieloetapowym Tour de France, pokonując swojego rodaka Primoža Rogliča i Australijczyka Richiego Porte. Pogačar zajął również pierwsze miejsce w klasyfikacjach młodzieżowej i górskej; w klasyfikacji punktowej zwyciężył Irlandczyk Sam Bennett (Deceuninck-Quick Step) a w drużynowej zespół Movistar[7][8].

## 18 września
- Pandemia COVID-19: Według stanu na 18 września liczba potwierdzonych zachorowań na całym świecie przekroczyła 30 milionów osób, zaś liczba zgonów zbliżała się do miliona[9].

## 16 września
- Yoshihide Suga objął urząd premiera Japonii[10].

## 14 września
- Pandemia COVID-19: Według stanu na 14 września liczba potwierdzonych zachorowań na całym świecie przekroczyła 29 milionów osób, zaś liczba zgonów to około 930 tysięcy[11].

## 13 września
- Ogłoszono umowę między amerykańskim producentem sprzętu komputerowego NVidia a japońską grupą SoftBank dotyczącą przejęcia brytyjskiego projektanta układów scalonych ARM Holdings PLC. Zgodnie z umową NVidia powinna zaplacić do 40 mld dolarów amerykańskich: 21,5 mld USD we własnych akcjach, 12 mld USD w gotówce (w tym 2 mld przy podpisaniu umowy), 1,5 mld USD w papierach wartościowych dla pracowników ARM oraz dodatkowe 5 mld USD dla SoftBanku, zależne od przyszłych wyników ARM Holdings. Do wejścia w życie umowa potrzebowała zgód regulatorów[12][13][14].
- Protesty na Białorusi (2020): w stolicy i innych miastach odbywał się Marsz bohaterów. Ponad 150 tys. osób protestowało w samym Mińsku. Wg oficjalnych danych w całym kraju zatrzymano 774 osoby, z czego około 500 w różnych dzielnicach stolicy[15][16].
- Austriak Dominic Thiem zwyciężył w konkurencji gry pojedynczej mężczyzn w turnieju wielkoszlemowym US Open, w finałowym pojedynku pokonując Niemca Alexandra Zvereva 2:6, 4:6, 6:4, 6:3, 7:6(6)[17].

## 12 września
- Reprezentująca Japonię Naomi Ōsaka zwyciężyła w konkurencji gry pojedynczej kobiet w turnieju wielkoszlemowym US Open, w finałowym pojedynku pokonując Białorusinkę Wiktoryję Azarankę 1:6, 6:3, 6:3[18][19].

## 11 września
- Pandemia COVID-19: Według stanu na 11 września liczba potwierdzonych zachorowań na całym świecie przekroczyła 28 milionów osób, zaś liczba zgonów – 900 tysięcy[20].

## 8 września
- Pandemia COVID-19: Według stanu na 8 września liczba potwierdzonych zachorowań na całym świecie przekroczyła 27 milionów osób, zaś liczba zgonów to około 900 tysięcy[21].